# Angelique Boyer

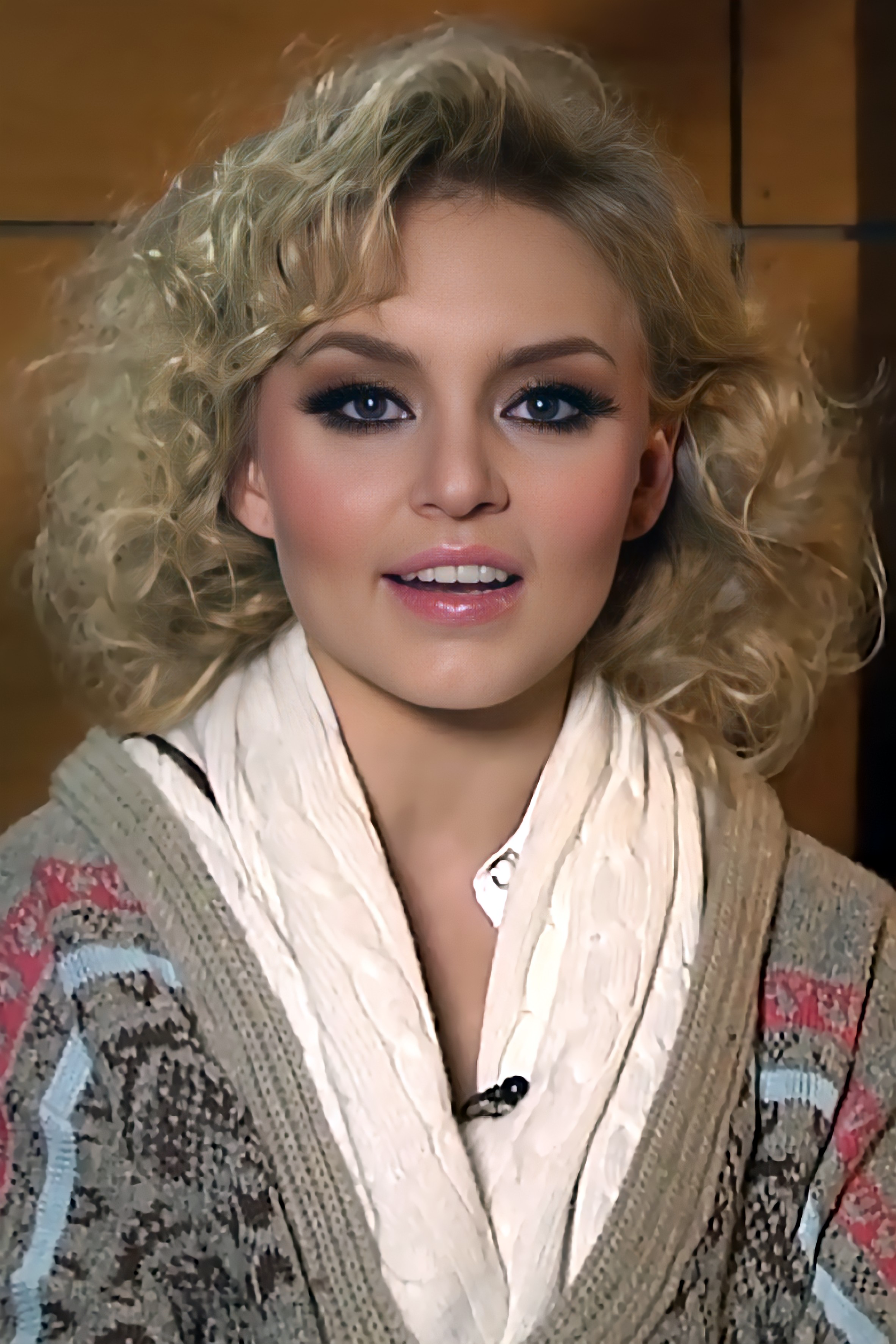
Angelique Boyer, 2014

Angelique Boyer (* 4. Juli 1988 in Saint-Claude, Département Jura als Angélique Monique-Paulet Boyer Rousseau) ist eine französisch-mexikanische Schauspielerin.

## Leben
Angelique Boyer wurde am 4. Juli 1988 in Saint-Claude geboren. Seit ihrem zweiten Lebensjahr lebt sie in Mexiko.
Seit dem Jahr 2004 ist Boyer als Schauspielerin aktiv und spielt vor allem in mexikanischen Telenovelas mit. Ihre erste Rolle hatte sie in Rebelde, der mexikanischen Adaption der argentinischen Telenovela Rebelde Way – Leb dein Leben. Seit 2010 spielt sie regelmäßig die weiblichen Hauptrollen. So etwa die titelgebende Hauptrolle der Telenovela Teresa und in Tres veces Ana spielte sie die Drillinge Ana im Zentrum der Handlung. Ihr Schaffen umfasst mehr als 15 Produktionen und Boyer wurde mehrfach für ihre Rollen ausgezeichnet, darunter mehrfach als Beste Darstellerin mit dem mexikanischen Telenovela-TV-Preis, vergeben durch die Entertainment-Zeitschrift TVyNovelas.

## Filmografie (Auswahl)
- 2004–2007: Rebelde (Fernsehserie, 439 Folgen)
- 2007: J-ok'el
- 2008–2009: Alma de hierro (Fernsehserie, 391 Folgen)
- 2010–2011: Teresa (Fernsehserie, 152 Folgen)
- 2016: Tres veces Ana (Fernsehserie, 122 Folgen)
- 2018–2019: Amar a muerte (Fernsehserie, 88 Folgen)
- 2024–2025: El extraño retorno de Diana Salazar (Fernsehserie, 24 Folgen)